# Nova Canaã
Nova Canaã is een gemeente in de Braziliaanse deelstaat Bahia. De gemeente telt 20.311 inwoners (schatting 2009).